# Ta’ang National Liberation Army

Flagge der Ta’ang National Liberation Army

Die Ta’ang National Liberation Army (birmanisch တအောင်း အမျိုးသား လွတ်မြောက်ရေး တပ်မတော်, kurz TNLA) ist eine Rebellengruppe in Myanmar und der bewaffnete Arm der Palaung State Liberation Front, einer politischen Organisation in Myanmar.

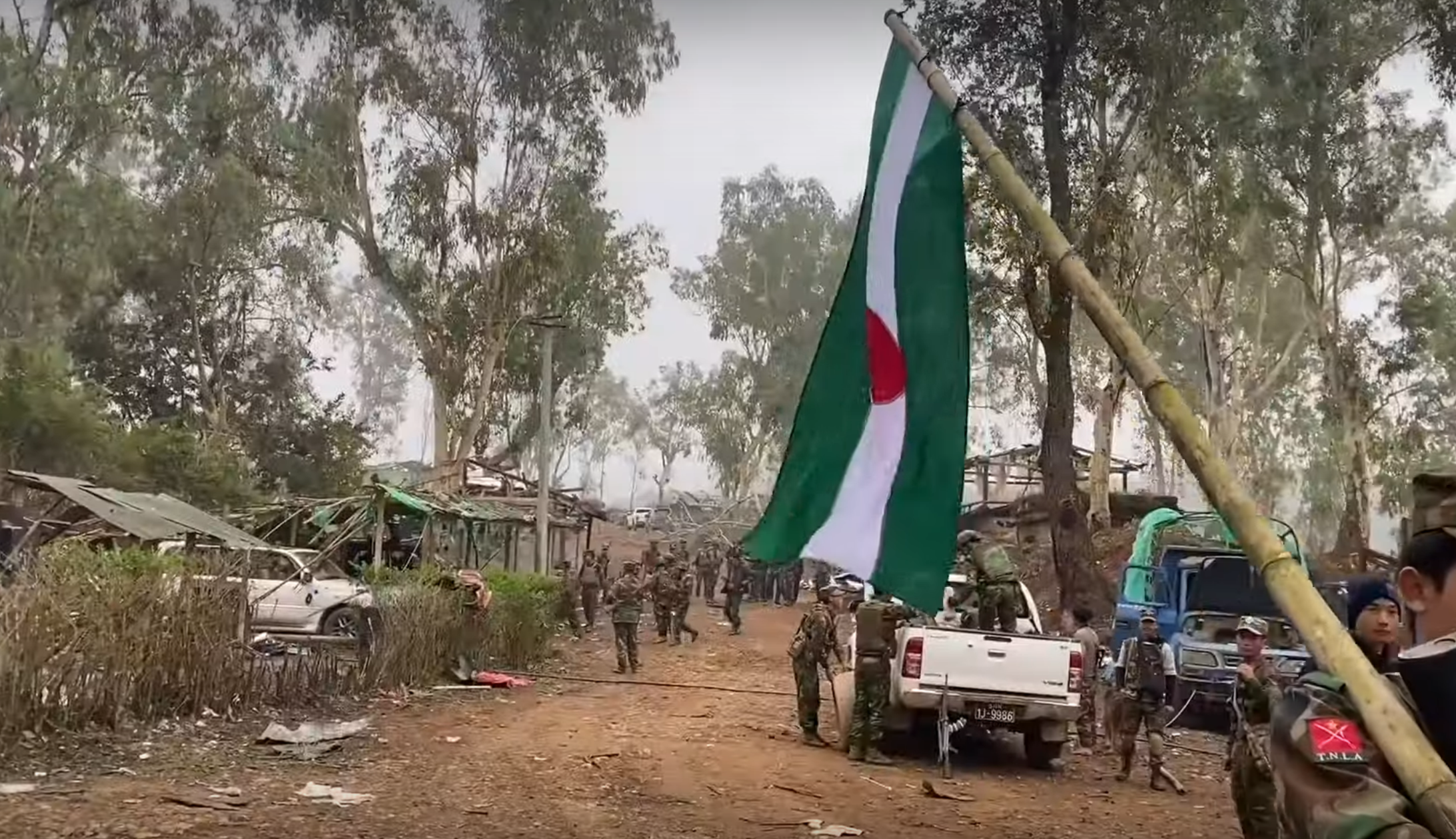
Truppen der TNLA

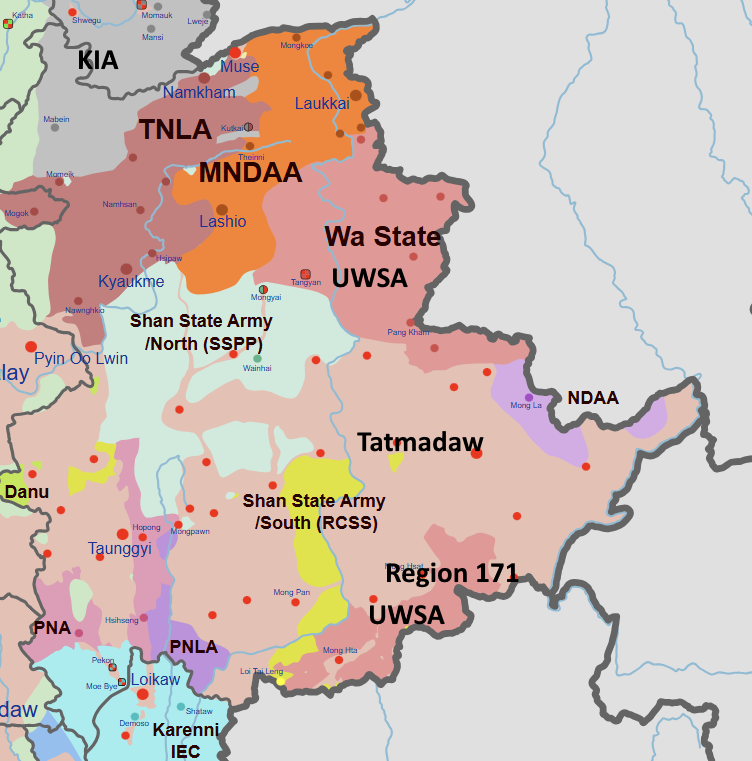
Situation im Shan-Staat 2025, Gebiete der TNLA in dunkelbraun

Die TNLA ist bekannt für ihre Aktionen gegen den Schlafmohnanbau, die Zerstörung von Mohnfeldern, Heroin-Raffinerien und Meth-Labors.

## Geschichte
Die TNLA wurde als Palaung State Liberation Organization/Army (PSLO/A) gegründet. Die PSLO/A unterzeichnete 1991 einen Friedensvertrag mit der Regierung und wurde 2005 entwaffnet. Nach ihrer Auflösung gründeten die Palaung-Anführer Tar Aik Bong und Tar Bone Kyaw die TNLA und die Palaung State Liberation Front (PSLF) mit dem Ziel, für die Selbstbestimmung der De’ang zu kämpfen. Die TNLA hat sich mit der Kachin Independent Army und der Shan State Army-North verbündet, die drei Organisationen operieren zusammen im Shan-Staat im Norden Myanmars.
Nach den Wahlen in Myanmar 2010 2010 und den anschließenden politischen Reformen hin zur Demokratisierung des Landes unter Aung San Suu Kyi richtete die Regierung eine Selbstverwaltungszone für die Ethnie der Da'ang im Gebiet des Shan-Staats ein, der an einer Unterversorgung durch fehlende Krankenhäuser und Schulen leidet.
Nach dem Militärputsch in Myanmar 2021 nahmen sowohl die TNLA als auch die mit ihr verbündeten Gruppen Arakan Army und Myanmar Nationalities Democratic Alliance Army den bewaffneten Kampf wieder auf, indem sie in Lashio eine Polizeistation angriffen. Bei dem Anschlag starben 14 Polizisten und das Gebäude brannte vollständig aus. Im Mai 2021 verübten die drei Organisationen weitere Angriffe auf das Militär Myanmars und fügten diesem dabei erhebliche Verluste zu.
Im März und April 2021 lieferten Kämpfer der TNLA und Shan State Army-North (SSA-N) sich Gefechte mit dem Restoration Council of Shan State, wobei mehrere Zivilisten verletzt und tausende vertrieben wurden.
Der Vizekommandeur der TNLA, Tar Bone Kyaw, verkündete am 16. April 2021, die TNLA unterstütze das National Unity Government, eine Schattenregierung, die als Reaktion auf die Machtübernahme durch die Tatmadaw gebildet wurde.
Im Dezember 2023 eroberte die TNLA im Rahmen der Operation 1027 des myanmarischen Bürgerkrieges die Städte Namhsan und Mantong und übernahm anschließend die Kontrolle über die Selbstverwaltungszone der Da'ang.

## Entführungsfälle
Am 17. Oktober 2020 entführte die TNLA eine Frau aus Mogok, die sie misshandelten und erst gegen ein Lösegeld von 60 Millionen Kyats freiließen. Am 5. Dezember des Jahres kam es erneut zu einer Entführung in Mogok, der ein Einheimischer zum Opfer fiel.